# Dodge Magnum
Unter der Modellbezeichnung Dodge Magnum produzierte der US-amerikanische Automobilkonzern Chrysler in Nord- und Südamerika zwischen 1978 und 2008 eine Reihe unterschiedlicher Personenwagen.

## Nordamerika

### 1978 bis 1979: Dodge Magnum (B-Body)

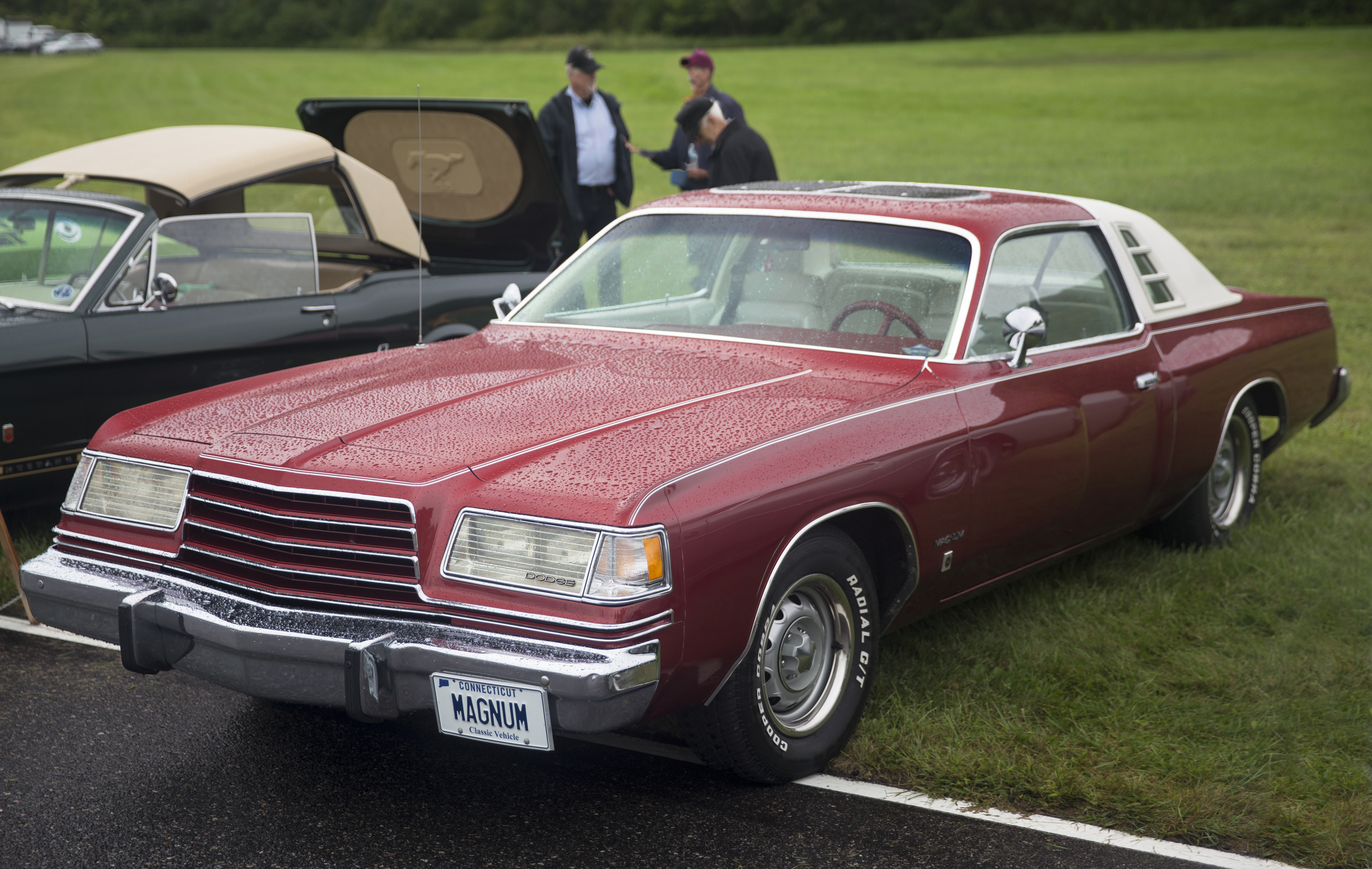
Dodge Magnum (1978)

Der 1978 und 1979 in Nordamerika verkaufte Dodge Magnum ist ein zweitüriges Stufenheckcoupé, das auf Chryslers B-Plattform (B-Body) basiert. Die Autos entstanden im kanadischen Chrysler-Werk Windsor (Ontario). Der Magnum ersetzte den 1975 eingeführten Dodge Charger, der seinerseits ein Schwestermodell des Chrysler Cordoba war. Der Magnum ist in wesentlichen Teilen baugleich mit seinem Vorgänger, unterscheidet sich von ihm aber vor allem durch eine eigenständige Gestaltung der Frontpartie. Während der Charger vier Rundscheinwerfer hat, trägt der Magnum vier kleine rechteckige Scheinwerfer, die sich hinter einer Abdeckung aus Plexiglas befinden. Diese Gestaltung folgte angeblich aerodynamischen Gründen. Da seinerzeit in den USA Scheinwerfer noch nicht hinter Glas angebracht werden durften, schwenkt die Abdeckung bei Aktivierung der Beleuchtung nach unten weg. Dieses Stylingmerkmal wurde später vom Dodge St. Regis übernommen. Neu war beim Magnum auch ein hervorstehender Kühlergrill mit vertikalen Streben; dieses Merkmal wurde später vom Dodge Mirada zitiert. Der Magnum wird angetrieben von Achtzylinder-V-Motoren mit 5,2 oder 5,9 Liter Hubraum; 1978 war außerdem eine 6,6 Liter große Version erhältlich. Die Leistungsspanne der Motoren reicht von 135 bis 195 PS. Die Autos wiegen etwa 1900 kg. Bis 1979 baute Dodge etwa 77.000 Exemplare des Magnum. Für das Modelljahr 1980 wurde er durch den Mirada abgelöst.

### 2004 bis 2008: Dodge Magnum (LX-Plattform)

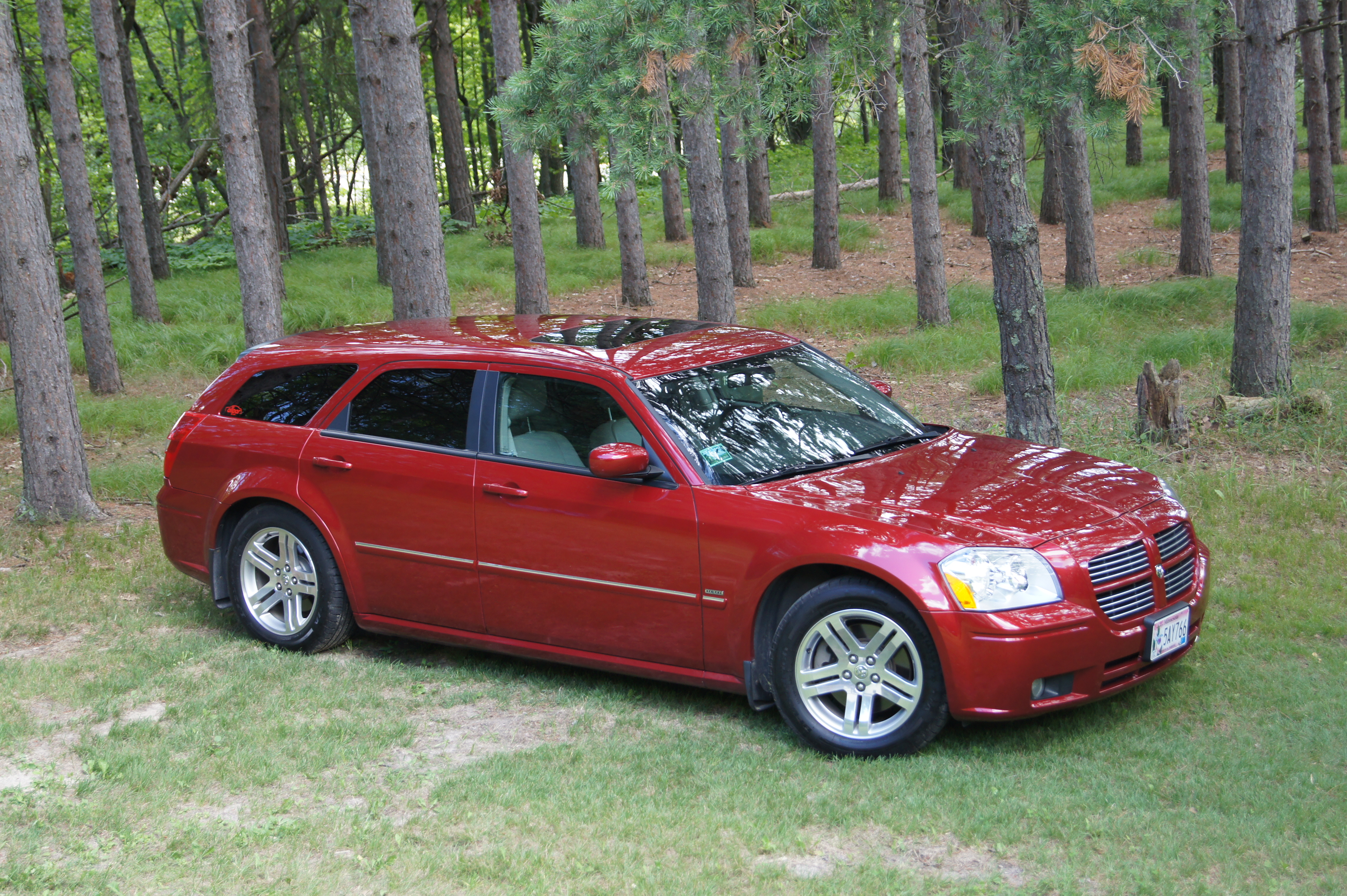
Dodge Magnum R/T (2005)

Im Jahr 2004 nahm Dodge in Nordamerika die Produktion eines neuen Modells auf, das wieder den Namen Magnum erhielt. Die Autos entstanden wiederum in Kanada. Im Gegensatz zum Namensvetter aus den 1970er Jahren handelt es sich beim zweiten Magnum um einen Kombi. In Europa wurde der Dodge Magnum von DaimlerChrysler als Chrysler 300C touring  vertrieben. Er wurde in folgenden Hubraumvarianten angeboten:
- SE: 2,7 Liter mit 140 kW/190 PS
- SXT: 3,5 Liter mit 253 PS
- R/T: 5,7 Liter HEMI mit 250 kW/340 PS
- SRT8: 6,1 Liter HEMI mit 313 kW/425 PS

Es gab die Versionen SXT und R/T seit 2005 auch mit Allradantrieb (sowie wahlweise mit Viergang- oder Fünfgang-Getriebe). Für das Modelljahr 2008 erhielt der Magnum ein Facelift. Das Getriebe und viele Motorteile stammten von der Mercedes-E-Klasse, von der auch die Fahrzeugplattform übernommen wurde.

## Brasilien

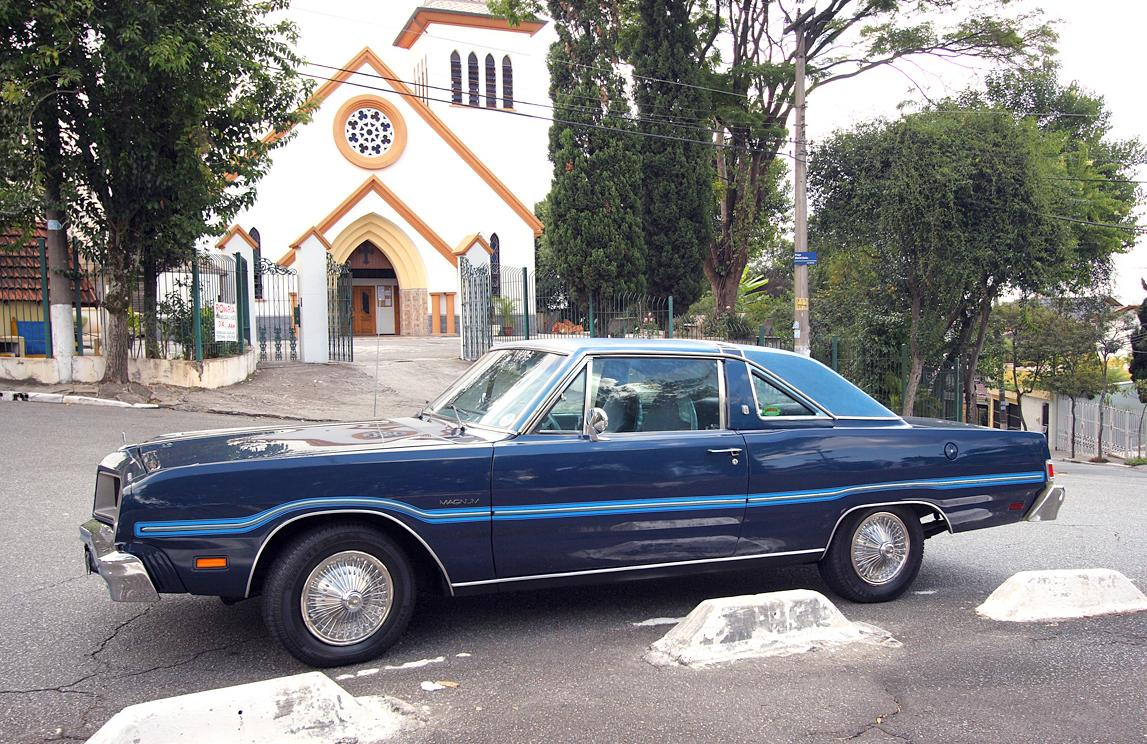
Brasilianischer Dodge Magnum (1979)

Auf dem brasilianischen Markt bot Chrysler von 1979 bis 1981 einen Dodge Magnum an, der keine Bezüge zum nordamerikanischen Modell gleichen Namens hat. Der brasilianische Magnum basiert technisch auf der vierten Generation des Dodge Dart, die 1967 in den USA eingeführt wurde und ab 1969 auch in São Bernardo do Campo gefertigt wurde. Anders als der US-amerikanische Dart erfuhr das brasilianische Modell im Laufe der 1970er-Jahre nur geringe technische oder stilistische Änderungen. Es gab allerdings unterschiedliche Ausstattungsstufen. Eine hochwertig ausgestattete Version wurde bis 1978 als Gran Sedan bzw. Gran Coupé verkauft. Ab 1979 wurde der Gran Sedan als Dodge Le Baron verkauft, während das Gran Coupé die Bezeichnung Dodge Magnum erhielt. Der Magnum war der teuerste Chrysler aus brasilianischer Fertigung und bediente das Segment luxuriöser Coupés.
Der brasilianische Dodge Magnum hat eine Karosserie, die weitgehend dem bis 1974 in den USA verkauften Dodge Dart Coupé entspricht, das allerdings in Details von dem Designer Celso Lamas überarbeitet wurde. Eigenständig ist insbesondere die Frontpartie. Die aus Kunststoff gefertigte Frontmaske beinhaltet runde Doppelscheinwerfer und einen zweiteiligen, vertikal geteilten Lufteinlass, der mit einem verchromten Gitter verkleidet ist. Auch die Gestaltung des Hardtops weicht von dem US-amerikanischen Ausgangsmodell ab. Als Antrieb war ausschließlich der 5,2 Liter große Achtzylinder-V-Motor von Chrysler lieferbar. Bis 1981 fertigte Chrysler etwa 2.200 Fahrzeuge dieses Typs. Sie sind heute in Brasilien gesuchte Klassiker.

## Mexiko

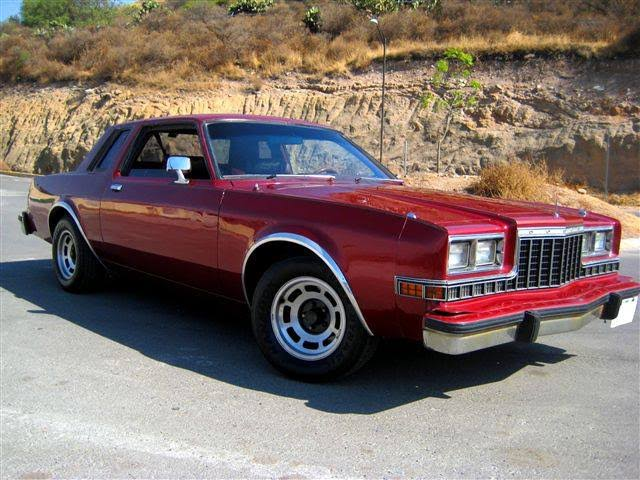
Mexikanischer Dodge Magnum (M-Plattform; 1981)

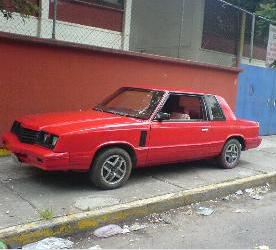
Dodge Magnum (K-Plattform; 1985)

Für den mittelamerikanischen Markt baute Chrysler de México in seinem Toluca-Werk zwei Generationen eines Dodge Magnum.

### Erste Generation: M-Plattform
Die erste Magnum-Generation, die 1981 und 1982 gebaut wurde, basiert auf Chryslers M-Plattform. Sie ergänzte eine viertürige Limousine auf gleicher Grundlage, die bereits 1979 eingeführt worden war und in Mexiko als Dodge Dart verkauft wurde. Chrysler positionierte den Magnum als besonders sportliches Modell. Er wurde mit einem 5,9 Liter großen Achtzylinder-V-Motor ausgestattet, der hoch verdichtet war und über einen Doppel-Registervergaser von Carter beatmet wurde. Chrysler gab die Motorleistung mit 224 kW (300 PS) an.

### Zweite Generation: K-Plattform
Die zweite Magnum-Generation ist ein Frontantriebscoupé. Es wurde von 1983 bis 1988 gebaut. Der Magnum basiert technisch auf der K-Plattform. Das Auto entspricht weitestgehend dem nordamerikanischen Dodge-Aries-Coupé, hat aber die Frontmaske des Dodge 400. Als Antrieb wurden Reihenvierzylindermotoren verwendet, die eine Turboaufladung haben. Die Leistung beläuft sich auf etwa 150 PS. Chrysler bewarb den Magnum zeitweise als „das schnellste mexikanische Auto“. 1989 wurde der Magnum durch eine Version des US-amerikanischen Dodge Shadow ersetzt.